# Sverrir Gudnason
Sverrir Páll Gudnason (født 12. september 1978) er en svensk-islandsk skuespiller. Han havde i 2007 hovedrollen i tv-serien Upp till kamp.

## Liv og karriere
Gudnason blev født den 12. september 1978. Hans islandske forældre studerede i Lund på tidspunktet for hans fødsel. To år senere flyttede familien tilbage til Reykjavik, hvor han voksede op og fik fascination for teater. I 1990 flyttede Gudnason med sin familie til Tyresö, da hans far fik arbejde som professor på Kungliga Tekniska högskolan.
I 2009 modtog Sverrir Gudnason en pris for bedste mandlige hovedrolle i spillefilmen Original ved Shanghai International Film Festival. Efterfølgende har han også optrådt i andre film såsom Marie Krøyer (2012), Monica Z (2013) og Diorama (2022) samt tv-serien Badehotellet. Gudnason har også vundet to Guldbagge-priser i henholdsvis 2014 og 2015.

## Udvalgt filmografi
- Sexton (tv-serie, 1996-1997)
- Festival (2001)
- Nini (tv-serie, 2001)
- Anja (kortfilm, 2001)
- Suxxess (2002)
- Cleo (tv-serie, 2003)
- 6 Points (2004)
- Frøken Sverige (2004)
- Kommissionen (tv-serie, 2005)
- Min kones første elsker (2006)
- Mentor (kortfilm, 2006)
- Kongemordet (tv-serie, 2008)
- Original (2009)
- Wallander (tv-serie, 2009-2012)
- Call Girl (2012)
- Marie Krøyer (2012)
- Monica Z (2013)
- Gentlemen (2014)
- Cirklen (2015)
- Badehotellet (tv-serie, 2015)
- Gentlemen & Gangsters (tv-serie, 2016)
- Den alvorsfulde leg (2016)
- Borg vs McEnroe (2017)[7]
- Føniks (2018)
- The Girl in the Spider's Web - Det der ikke slår os ihjel (2018)
- Elsk mig (tv-serie, 2019-2020)
- Falling (2020)
- Kongens hemmelige elsker (tv-serie, 2021)
- Diorama (2022)
- Brænd alle mine breve (2022)
- Forhøret (tv-serie, 2023)
- Ronja Røverdatter (tv-serie, 2024)
- Paradis City (tv-serie, 2025)